# Hôtel Passart
L'hôtel Passart  ou hôtel de Claude Passart, également appelé hôtel de Jean Bart sans que le célèbre corsaire y ait résidé, est un hôtel particulier  situé 4 rue Chapon dans le 3e arrondissement de Paris construit en 1620 par l’architecte Gabriel Soulignac pour le financier Claude Passart.

## Histoire
Le financier Claude Passart, notaire et secrétaire du roi, homme de confiance de Charles Ier de Lorraine, achète en 1618 une maison médiévale à l’angle des 2-4 rue Chapon et 115 rue du Temple et, en complément, des terrains au nord vers la rue des Gravilliers et se fait construire un hôtel comprenant un corps de logis principal perpendiculaire à la rue Chapon entre cour et jardin, celui-ci s’étendant jusqu’à la rue du Temple, un bâtiment sur la rue Chapon et un autre au nord de la cour.
Les écuries et les remises de carrosses à l’ouest de la cour renfermant les écuries  ont été remplacées par un bâtiment construit au XIXe siècle.
Des immeubles ont été construits au cours du XIXe siècle sur la partie ouest du jardin (2 rue Chapon et 115 rue du Temple). L’hôtel a été utilisé au XIXe siècle pour des activités industrielles. Sa restauration au cours des années 1990 a compris la reconstitution de la façade sur jardin qui avait été détruite.
L'hôtel est inscrit au titre des monuments historiques par arrêté du 28 février 1984.

## Description
Le bâtiment principal comprend 5 travées de trois niveaux. Les fenêtres du premier étage sont surmontées de frontons triangulaires.
L’aile nord, non visible de la rue, comprend une galerie de quatre travées soutenues par des colonnes doriques  jumelées. Cette galerie convertie en bureaux est fermée par des vitrages.

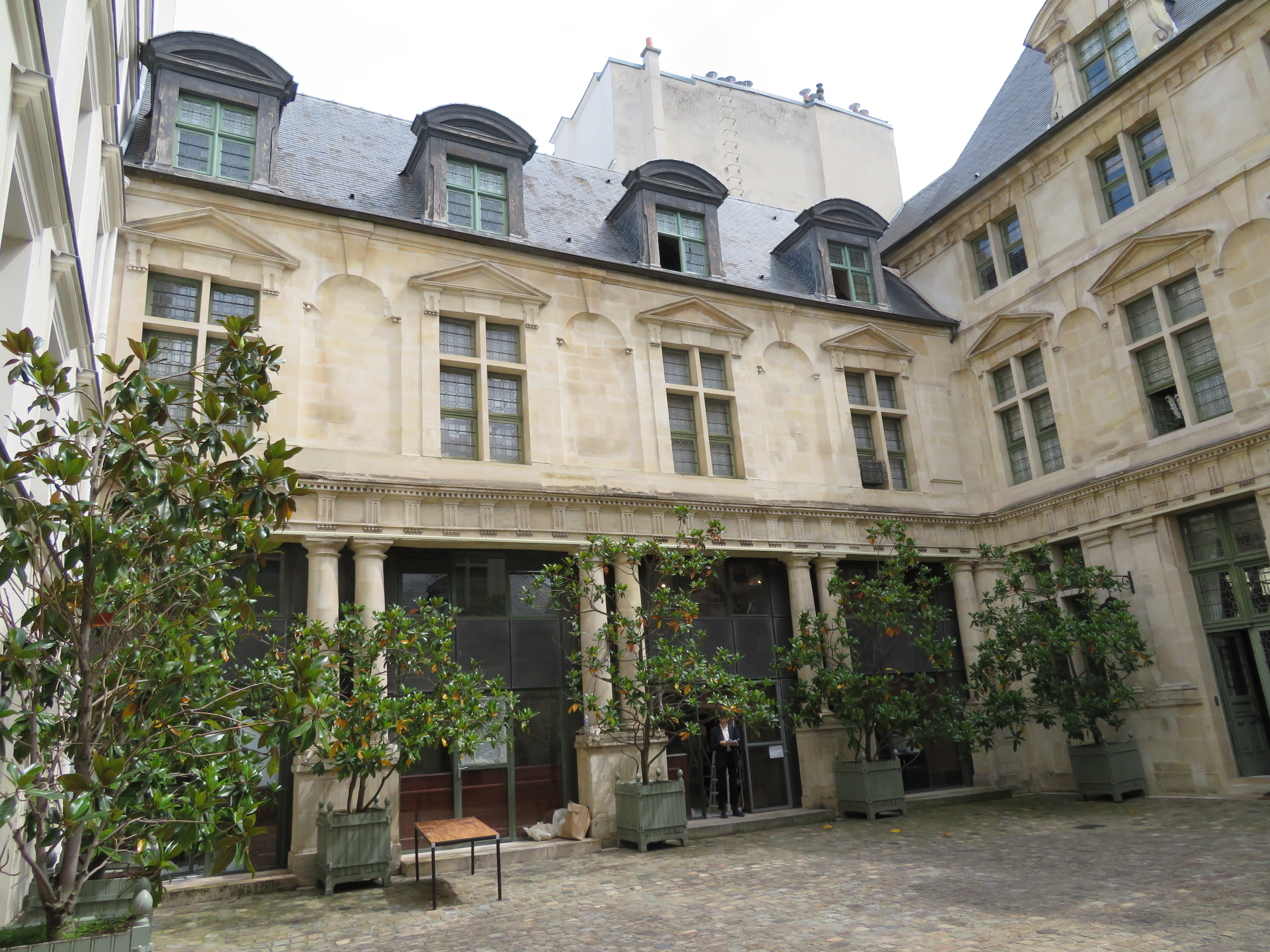
Bâtiment en fond de cour.
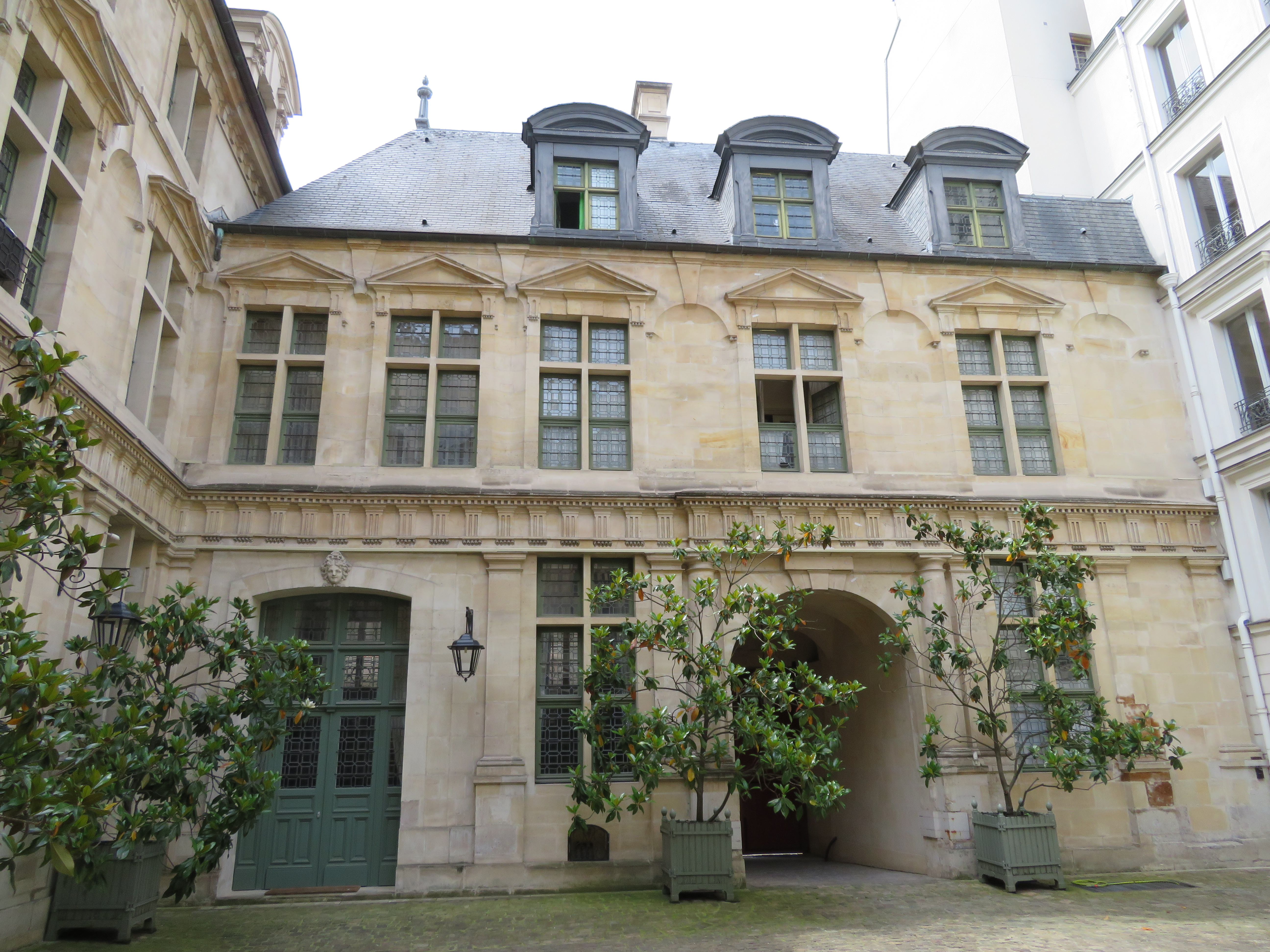
Bâtiment sur rue vue de la cour.
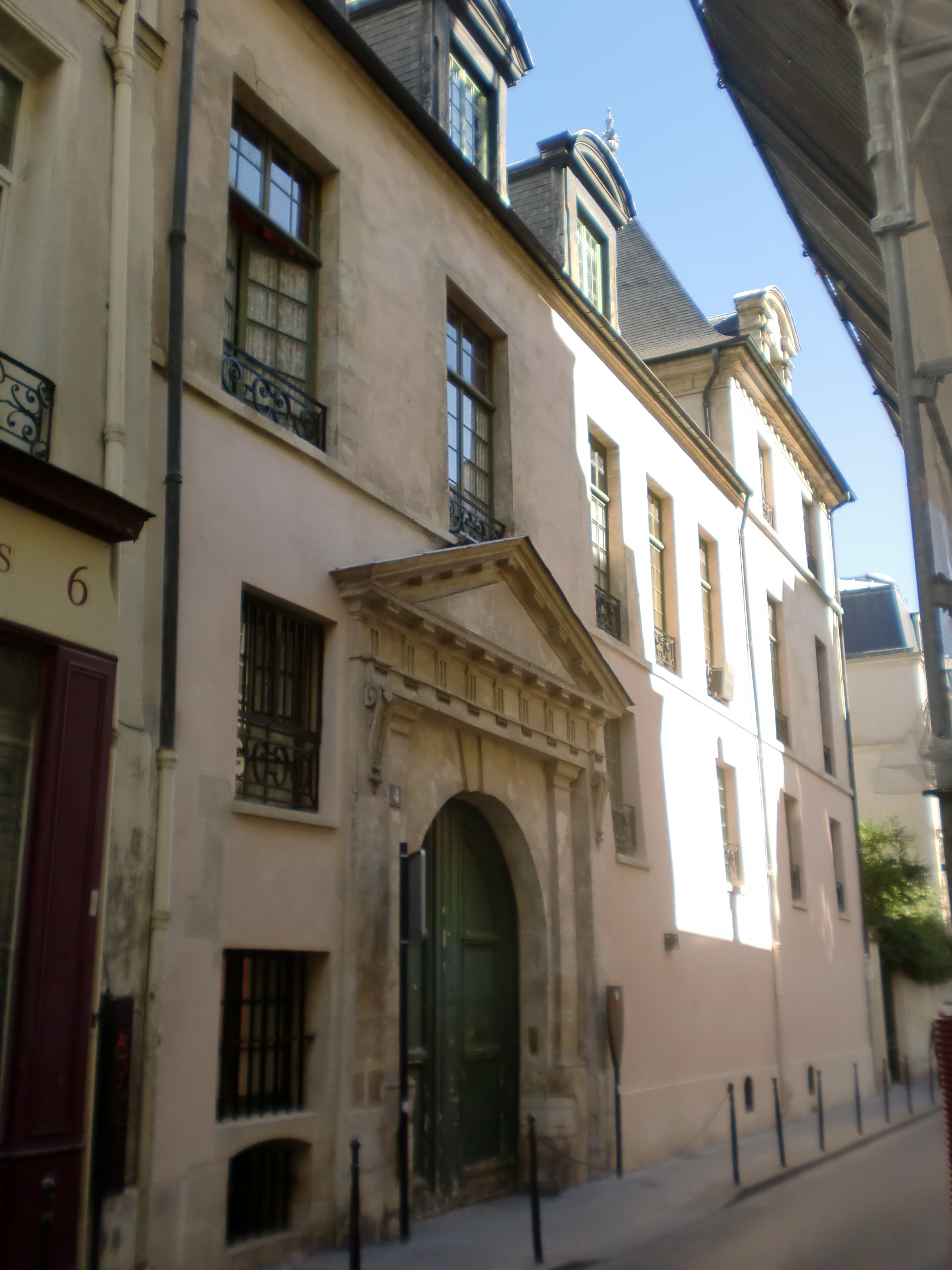
Façade sur rue.